# Donnie Munro
Donnie Munro (Uig, isla de Skye, 2 de agosto de 1953) es un músico y político británico, antiguo vocalista del grupo Runrig.                                 

## Biografía
Es hablante nativo de gaélico escocés, lengua en la que ha escrito gran parte de los temas de la banda.
Estudió en la Escuela de Arte Gray en Aberdeen y se graduó en Enseñanza en Moray House (Edimburgo). En 1973 vio tocar por primera vez a Runrig y un año más tarde se incorporó al grupo. Posteriormente tuvo desencuentros con sus compañeros en relación con algunos temas, como su militancia política, lo que a la larga le llevaría a dejar la banda.
Munro fue elegido Rector de la Universidad de Edimburgo en 1991, puesto que ocupó hasta 1994. En las elecciones de 1995 del Parlamento Escocés disputó el puesto por Ross, Skye e Inverness en representación de los laboristas, pero fue superado por el liberal-demócrata John Farquhar Munro. Esto le obligó definitivamente a dejar la banda en 1997 para entregarse por entero a su carrera política.
En 2001 los medios de comunicación se hicieron eco de que Munro había perdido la oportunidad de ser el primer miembro de Runrig convertido en parlamentario, después de que el también miembro Peter Wishart fuera elegido parlamentario por el Partido Nacional Escocés en Westminster.
En 1996 Munro pronunció su famoso discurso Sabhal Mòr.
En 1998 fue elegido el primer rector del UHI Millenium Institute, un instituto de educación universitaria para las Highlands y las islas escocesas.
Hoy en día disfruta de su carrera en solitario así como del puesto de director de desarrollo del Sabhal Mòr Ostaig, colegio en Skye.